# Pseudocentruropsis flavosignata
Pseudocentruropsis flavosignata là một loài bọ cánh cứng trong họ Cerambycidae.